# Казённая слобода
Казённая слобода — историческая местность в Москве, находившаяся в северо-восточной части Земляного города.

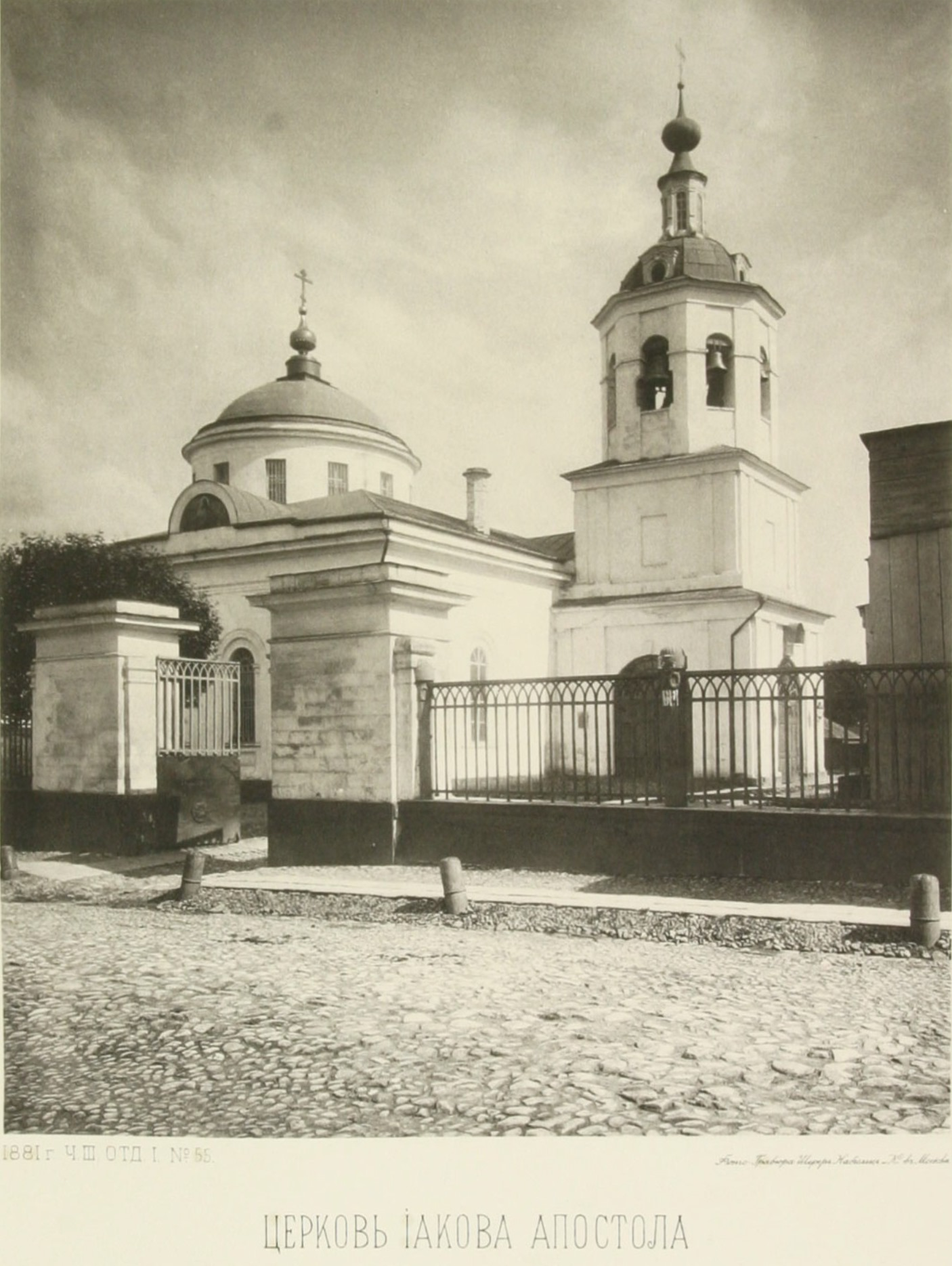
Храм апостола Иакова Зеведеева в Казённой слободе. Фотография Николая Найдёнова, 1882 год

Слобода упоминается с XVI века. Казённая слобода находилась в районе улицы Покровки, Большого и Малого Казённых переулков. Находилась в ведении Казённого приказа (отсюда название), в слободе проживали дворцовые служители, в чьи обязанности входило хранение дворцового имущества.
Казённая слобода была одной из самых больших в Москве: в 1638 году в ней насчитывалось 164 двора, а в 1680 году — уже 275 дворов. В слободе были два храма: во имя Иакова Апостола и Иоанна Предтечи. Храм Апостола Иакова Зеведеева в Казённой слободе (или по другому престолу — во имя Казанской иконы Божией Матери) является единственным сохранившимся храмом Казённой слободы. Второй приходский храм — Усекновения главы Иоанна Предтечи, несомненный шедевр московского классицизма, творение архитектора Матвея Казакова — уничтожена в 1936 году. Стоявшая отдельно от храма колокольня сохранилась.
В начале XVIII века слободской уклад стал исчезать, территория начала застраиваться дворами дворян, а также врачей, аптекарей.